# Merak
Merak (β UMa) je hvězda v souhvězdí Velké medvědice a jedna z „vodících hvězd“ Velkého vozu, která spolu s Dubhe (α UMa) ukazuje směr k Polárce. Jedná se o subobra spektrální třídy A1IVps, přičemž označení „ps“ (peculiar spectrum) poukazuje na mírné odchylky v chemickém složení oproti standardním hvězdám třídy A. Z hlediska kinematiky má Merak vlastní pohyb kolem 121 mas/rok v rektascenzi a −20 mas/rok v deklinaci a radiální rychlost přibližně −13 km/s, což znamená, že se k Zemi nepatrně přibližuje.
Hvězda má zdánlivou hvězdnou velikost +2,37 a nachází se ve vzdálenosti přibližně 79,7 světelných let od Slunce. V rámci tzv. pohybové skupiny Velké medvědice je její stáří odhadováno zhruba na 300–500 milionů let, v některých studiích se však uvádí i širší rozpětí kolem 200–600 milionů let.

## Vlastnosti

### Fyzikální charakteristiky
Merak má hmotnost přibližně 2,7 M☉ a poloměr 3,02 R☉, což ho činí výrazně větším než Slunce. Jeho povrchová teplota dosahuje asi 9377 K, což odpovídá bílé barvě typické pro hvězdy spektrální třídy A. Září přibližně 63krát jasněji než Slunce.

### Prachový disk
V okolí Meraku byl zjištěn prachový disk, který byl detekován díky infračervenému přebytku v jeho spektru. Tento disk je podobný diskům hvězd jako Fomalhaut a Vega.

### Pohybová skupina
Merak je členem skupiny hvězd pohybující se společně s Velkým vozem, často označované jako Pohybová skupina Velká medvědice. Její stáří se odhaduje přibližně na 300–500 milionů let.

## Kulturní význam
Název hvězdy pochází z arabského výrazu „al-marāqq“, který znamená „bedra medvěda“. V čínské astronomii je Merak znám jako 北斗二 (Běi Dǒu èr), „druhá hvězda Severního naběráku“.
Spolu s Dubhe (α UMa) se Merak využívá k určení polohy Polárky na obloze. Tyto dvě hvězdy bývají označovány jako tzv. „ukazovací hvězdy“ (pointer stars), neboť pomyslná přímka procházející Merakem a Dubhe míří právě k Polárce.

## Základní údaje
| Vlastnost          | Hodnota             |
| ------------------ | ------------------- |
| Spektrální třída   | A1IVps              |
| Zdánlivá velikost  | +2,37               |
| Absolutní velikost | +0,41               |
| Hmotnost           | 2,7 M☉              |
| Poloměr            | 3,02 R☉             |
| Zářivost           | 63 L☉               |
| Povrchová teplota  | 9377 K              |
| Vzdálenost         | 79,7 světelných let |
| Radiální rychlost  | −13 km/s            |